# حب الشباب المداري
حب الشباب المداري» (بالإنجليزية: Tropical acne)‏ هو نوع من أنواع حب الشباب غير المعتادة الشديدة في المناطق المدارية وتحدث عندما يكون الموسم حارا ورطبا.:500